# Гаурипур
Гаурипур (бенг. গৌরীপুর, англ. Gauripur) — город и муниципалитет на севере Бангладеш, административный центр одноимённого подокруга. Муниципалитет был основан в 1927 году. Площадь города равна 7,86 км². По данным переписи 2001 года, в городе проживало 21 612 человек, из которых мужчины составляли 49,81 %, женщины — соответственно 50,09 %. Плотность населения равнялась 2750 чел. на 1 км². Уровень грамотности населения составлял 45,05 % (при среднем по Бангладеш показателе 43,1 %). 